# Sext Pompeu Fest
Sext Pompeu Fest (en llatí: Sextus Pompeius Festus) va ser un lexicògraf romà a cavall dels segles ii i iii dC autor d'un epítome en vint llibres de l'obra de Marc Verri Flac De significatu verborum ('sobre el significat dels mots') intitulat Sexti Pompeii Festi de verborum significatione.
L'epítome ofereix el significat i l'origen dels mots, i és particularment interessant pel que fa al coneixement del llatí arcaic, com també pel que fa als mites i tradicions més antigues de Roma. A més, ofereix nombroses citacions d'autors fragmentaris d'època arcaica, com ara Lucili, Cecili, Acci o Varró, i també juristes com Antisti Labeó, Muci Escèvola, Sulpici Rufus i Ateu Capitó, que altrament ens serien gairebé totalment desconeguts.
L'obra conté poques alteracions respecte a l'original, però també va afegir comentaris propis. Bona part del material de Verri Flac sobre el llatí arcaic s'ha perdut, perquè Fest el va concentrar en una obra a part, que va intitular Priscorum verborum cum exemplis, i aquesta obra no s'ha conservat. A més, el text de Pompeu Fest té una història manuscrita força complicada. Se'n conserva un sol manuscrit, del segle xi, incomplet i en molt mal estat. Quan va ser redescobert el segle xv, la primera meitat (fins a la lletra L) ja s'havia perdut. El mateix segle va patir un foc que en va malmetre les columnes exteriors, i més tard encara va patir més pèrdues en passar d'unes mans a unes altres.
Tot i així, les parts que manquen es poden reconstruir parcialment. Al llarg de l'edat mitjana se'n varen fer epítomes; particularment útil és el de Pau el Diaca, del segle viii. Molts de glossaris medievals també contenen informació extreta de Fest, o fins i tot entrades senceres. Els escolis en diverses obres també són una font recurrent per la reconstrucció de l'obra. Finalment, existeixen còpies del manuscrit fetes el segle xv, quan ja havia estat víctima del foc però abans que patís els danys que va patir posteriorment, i que també són útils per reconstruir el text.